# Bernhard Sutor
Bernhard Sutor (* 11. April 1930 in Waldböckelheim, Landkreis Bad Kreuznach; † 31. Januar 2024 in Eichstätt) war ein deutscher Politikwissenschaftler (Didaktik der Sozialkunde bzw. Politischen Bildung) und christlicher Sozialethiker.

## Leben
Sutor studierte nach seinem Abitur in Sobernheim von 1949 bis 1955 an der Johannes Gutenberg-Universität Mainz und an der Albert-Ludwigs-Universität Freiburg. Er machte 1956 sein erstes Staatsexamen für das Höhere Lehramt mit den Fächern Latein, Geschichte, Philosophie und Theologie, 1957 folgte das zweite Staatsexamen für den Höheren Schuldienst des Landes Rheinland-Pfalz. Nach einer Tätigkeit als Assessor wechselte er an das Abendgymnasium des Bischöflichen Konvikts in Mainz und später ans Mainzer Ketteler-Kolleg. 1965 wurde er in Mainz mit einer Arbeit über den Zusammenhang von Geschichtsphilosophie und Politik über Karl Jaspers promoviert. Als Studiendirektor arbeitete er an der Erneuerung der Lehrpläne und in der Lehrerfort- und -weiterbildung in Rheinland-Pfalz mit. Nach einem Lehrauftrag an der Universität Mainz wurde er 1978 als Ordinarius auf den Lehrstuhl für Didaktik der Politischen Bildung und Sozialkunde an der Geschichts- und Gesellschaftswissenschaftlichen Fakultät der Katholischen Universität Eichstätt berufen. 1985 wurde der Lehrstuhl erweitert um das Fachgebiet der Christlichen Soziallehre. Bernhard Sutor wurde 1995 emeritiert. Dazu erhielt er von Kollegen, Schülern und Freunden eine Festschrift unter dem Titel Sozialethik und politische Bildung.
Von 2005 bis 2007 leitete er an der Katholischen Universität Eichstätt-Ingolstadt das Zentralinstitut für Ehe und Familie in der Gesellschaft (ZFG). Ehrenamtlich engagierte er sich in verschiedenen Gremien und Institutionen des kirchlichen Lebens, wie beispielsweise von 1986 bis 1994 als Eichstätter Diözesanratsvorsitzender und von 1993 bis 2001 als Vorsitzender des Landeskomitees der Katholiken in Bayern.
2018 wurde ihm die Ehrensenatorwürde der Katholischen Universität Eichstätt-Ingolstadt verliehen.

## Auszeichnungen
- 1997: Verdienstkreuz 1. Klasse des Verdienstordens der Bundesrepublik Deutschland für sein engagiertes Wirken in Wissenschaft und Kirche
- 2001: Bayerischer Verdienstorden
- 2006: Bayerische Verfassungsmedaille in Silber
- 2015: „Preis der Deutschen Vereinigung für Politische Bildung (DVPB) für besondere Verdienste um die politische Bildung in Rheinland-Pfalz“ (erstmals verliehen, zukünftig zweijährlich als „Bernhard-Sutor-Preis“)[4]
- 2018: Ehrensenatorwürde der Katholischen Universität Eichstätt-Ingolstadt

## Schriften (Auswahl)
- Der Zusammenhang von Geschichtsphilosophie und Politik bei Karl Jaspers. Dissertation. Mainz 1965
- Politik und Philosophie. v. Hase u. Koehler, Mainz 1966
- Didaktik des politischen Unterrichts. Eine Theorie der politischen Bildung. Schöningh, Paderborn 1971, ISBN 3-506-77430-1
- (Hrsg.): Politik. Ein Lehr- u. Arbeitsbuch für den Politikunterricht (Sozialkunde, Soziallehre, Gesellschaftslehre, politische Gemeinschaftskunde) auf der Sekundarstufe II der allgemeinbildenden und beruflichen Schulen sowie im 2. Bildungsweg und in der Erwachsenenbildung. Schöningh, Paderborn [u. a.] 1979, ISBN 3-506-24551-1
- Die Kardinaltugenden, Erziehungsziele politischer Bildung? Minerva-Publikation, München 1980, ISBN 3-597-30021-9
- Grundwerte im freiheitlichen Verfassungsstaat. Klett, Stuttgart 1980, ISBN 3-12-434500-2
- Friedenserziehung als Aufgabe politischer Bildung. Bachem, Köln 1983, ISBN 3-7616-0717-2
- Neue Grundlegung politischer Bildung. Schöningh, Paderborn [u. a.] 1984
  - Band 1: Politikbegriff und politische Anthropologie. ISBN 3-506-24561-9
  - Band 2: Ziele und Aufgabenfelder des Politikunterrichts. ISBN 3-506-24562-7
- (Hrsg.): Totalitäre Diktatur. Ein neuer Herrschaftstyp im Widerstreit der Deutungen. Klett, Stuttgart 1985, ISBN 3-12-436300-0
- mit Joachim Dikow & Georg-Berndt Oschatz: Das Spannungsverhältnis von Politik und Erziehung. Bernward, Hildesheim 1986, ISBN 3-87065-414-7
- Politische Ethik. Gesamtdarstellung auf der Basis der Christlichen Gesellschaftslehre. Schöningh, Paderborn [u. a.] 1991, ISBN 3-506-79090-0
- Politische Bildung als Praxis. Grundzüge eines didaktischen Konzepts. Wochenschau-Verlag, Schwalbach 1992, ISBN 3-87920-503-5
- Politik. Ein Studienbuch zur politischen Bildung. Schöningh, Paderborn [u. a.] 1994, ISBN 3-506-24554-6
- Kleine politische Ethik. Leske und Budrich, Opladen 1997, ISBN 3-8100-1876-7; Bundeszentrale für Politische Bildung, Bonn 1997, ISBN 3-89331-268-4
- Das Gemeinwohl in der Krise? Politische Irritationen und Reformbedarf. Bachem, Köln 1998, ISBN 3-7616-1279-6
- Der Christ in der Demokratie. Aufgaben und Ziele politischer Bildung. Bachem, Köln 2001, ISBN 3-7616-1556-6
- mit Joachim Detjen: Politik. Ein Studienbuch zur politischen Bildung. Schöningh, Paderborn [u. a.] 2001, ISBN 3-506-24555-4
- Vom gerechten Krieg zum gerechten Frieden? Stationen und Chancen eines geschichtlichen Lernprozesses. Wochenschau-Verlag, Schwalbach 2004, ISBN 3-89974-152-8
- Politische Bildung und praktische Philosophie. Ausgewählte Beiträge zur politischen Bildung. Hrsg. und eingeleitet von Joachim Detjen. Schöningh, Paderborn [u. a.] 2005, ISBN 3-506-72875-X
- Politisch Lied – ein garstig Lied? 25 Essays zur politischen Ethik. Wochenschau-Verlag, Schwalbach 2011, ISBN 978-3-89974-688-4
- Katholische Soziallehre als politische Ethik. Leistungen und Defizite. Schöningh, Paderborn [u. a.] 2013, ISBN 978-3-506-77680-8